# Vincent Persichetti
Pour les articles homonymes, voir Persichetti.
Vincent Persichetti, né le 6 juin 1915 à Philadelphie en Pennsylvanie et mort le 14 août 1987 à Philadelphie, est un compositeur, pianiste et pédagogue américain.

## Biographie
Vincent Persichetti étudie le piano, l'orgue et le basson au Combs College of Music de Philadelphie où il fera l'essentiel de son apprentissage musical avant d'y obtenir un Bachelor en 1936 et d'y se voir offrir un poste d'enseignant tout de suite après. Il étudie ensuite la composition au Curtis Institute et au Conservatoire de Philadelphie, institution dont il sort diplômé en 1945 avec un doctorat. En 1947, William Schuman lui propose un poste de professeur à la Juilliard School de New York où il aura comme étudiants Einojuhani Rautavaara, Leonardo Balada, Peter Schickele, Michael Jeffrey Shapiro, Larry Thomas Bell, Claire Polin, Toshi Ichiyanagi, Philip Glass et Steve Reich.
Vincent Persichetti est également un compositeur important de la Musique classique américaine du XXe siècle.

## Œuvres

### Musique orchestrale
- Concertino for Piano, op.16, 1941
- Symphonie nº 1, op.18, 1942
- Symphonie nº 2, op.19, 1942
- Dance Overture, op.20, 1942
- Fables, op.23, 1943
- The Hollow Men, pour trompette et orchestre à cordes, Op. 25, 1944
- Symphonie nº 3, op.30, 1946
- Sérénade nº 5, op.43, 1950
- Fairy Tale, op.48, 1950
- Symphonie nº 4, op.51, 1951
- Symphony for Strings (Symphonie nº 5), op.61, 1953
- Symphonie nº 7 Liturgical, op.80, 1958
- Piano Concerto, op.90, 1962
- Introit, op.96, 1964
- Symphonie nº 8, op.106, 1967
- Symphonie nº 9 Sinfonia janiculum, op.113, 1970
- Night Dances, op.114, 1970
- A Lincoln Address, op.124, 1972
- Concerto pour cor anglais et cordes, op.137, 1977

### Orchestre d'harmonie
- Divertimento, op.42, 1950
- Psalm, op.53, 1952
- Pageant, op.59, 1953
- Symphony for Band (Sym. no.6), op.69, 1956
- Sérénade nº 11, op.85, 1960
- Bagatelles, op.87, 1961
- So Pure the Star, chorale prelude, op.91, 1962
- Masquerade, op.102, 1965
- Turn not thy Face, chorale prelude, op.105, 1966
- O Cool is the Valley (Poem for Band), op.118, 1971
- Parable IX, op.121, 1972
- A Lincoln Address, op.124a, nar, band, 1973
- O God Unseen, chorale prelude, op.160, 1984

### Musique vocale
Musique chorale
- Mag and Nunc, op.8, SATB, pf, 1940
- Canons, op.31, SSAA/TTBB/SATB, 1947
- 2 Cummings Choruses (e.e. cummings), op.33, 2vv, pf, 1948
  - I. jimmie's got a goil
  - II. sam was a man
- Proverb, op.34, SATB, 1948
- 2 Cummings Choruses, op.46, SSAA, 1950
  - I. hist whist
  - II. this is the garden
- Hymns and Responses for the Church Year (W.H. Auden and others), op.68, 1955
- Seek the Highest (F. Adler), op.78, SAB, pf, 1957
- Song of Peace (anon.), op.82, TTBB/SATB, pf, 1959
- Mass, op.84, SATB, 1960
- Spring Cantata (Cummings), op.94, SSAA, pf, 1963
- Stabat mater, op.92, SATB, orch, 1963
- Te Deum, op.93, SATB, orch, 1963
- 4 Cummings Choruses, op.98, 2vv, pf, 1964
  - I. dominic has a doll
  - II. nouns to nouns
  - III. maggie and millie and molly and may
  - IV. uncles
- Winter Cantata (11 Haiku), op.97, SSAA, fl, mar, 1964
- Celebrations (cant., W. Whitman), op.103, SATB, wind ens, 1966
- The Pleiades (cant., Whitman), op.107, SATB, tpt, str, 1967
- The Creation (Persichetti), op.111, S, A, T, Bar, SATB, orch, 1969;
- Love (Bible: Corinthians), op.116, SSAA, 1971
- Glad and Very (Cummings), op.129, 2vv, 1974
- Flower Songs (Cant. no.6) (Cummings), op.157, SATB, str, 1983
- Hymns and Responses for the Church Year, vol. 2, op.166, 1987

Solo
- 2 Chinese Songs, op.29, 1945
- e.e. cummings Songs, op.26, 1945, unpubd
- 3 English Songs (17th century), op.49, 1951, unpubd
- Harmonium (W. Stevens), song cycle, op.50, S, pf, 1951
- Carl Sandburg Songs, op.73, 1957, unpubd
- Emily Dickinson Songs, op.77, 1957
- Hilaire Belloc Songs, op.75, 1957
- James Joyce Songs, op.74, 1957
- Robert Frost Songs, op.76, 1957, unpubd
- Sara Teasdale Songs, op.72, 1957, unpubd
- A Net of Fireflies (Jap., trans. H. Steward), song cycle, op.115, 1970

### Musique de chambre
3 instruments ou plus
- Sérénade nº 1, op.1, 10 vent, 1929
- Quatuor à cordes nº 1, op.7, 1939
- Concertato, op.12, quintette avec piano, 1940
- Sérénade nº 3, op.17, violon, violoncelle, piano, 1941
- Pastoral, op.21, woodwind quintet, 1943
- Quatuor à cordes nº 2, op.24, 1944
- King Lear, op.35, quintette de cuivres, timbales, piano, 1948
- Serenade no.6, op.44, trombone ténor, alto, violoncelle, 1950
- Piano Quintet, op.66, 1954
- Quatuor à cordes nº 3, op.81, 1959
- Parable II, op.108, quintette de cuivres, 1968
- Quatuor à cordes nº 4 (Parable X), op.122, 1972
- Parable XXIII, op.150, violon, violoncelle, piano, 1981

1–2 instruments
- Sonate, op.10, violon, 1940
- Suite, op.9, violon, violoncelle, 1940, unpubd
- Fantasy, op.15, violon, piano, 1941, unpubd
- Sérénade nº 4, op.28, violon, piano, 1945
- Vocalise, op.27, violoncelle, piano, 1945
- Sonata, op.54, violoncelle, 1952
- Little Recorder Book, op.70, 1956
- Sérénade nº 9, op.71, 2 recorders, 1956
- Sérénade nº 10, op.79, flûte, harpe, 1957
- Infanta marina, op.83, alto, piano, 1960
- Sérénade nº 12, op.88, tuba, 1961
- Sérénade nº 13, op.95, 2 clarinets, 1963
- Masques, op.99, violon, piano, 1965
- Parable [I], op.100, flûte, 1965
- Parable III, op.109, hautbois, 1968
- Parable IV, op.110, basson, 1969
- Parable V, op.112, carillon, 1969
- Parable VII, op.119, harpe, 1971
- Parable VIII, op.120, cor, 1972
- Parable XI, op.123, saxophone alto, 1972
- Parable XII, op.125, piccolo, 1973
- Parable XIII, op.126, clarinette, 1973
- Parable XIV, op.127, trompette, 1973
- Parable XV, op.128, cor anglais, 1973
- Parable XVI, op.130, alto, 1974
- Parable XVII, op.131, contrebasse, 1974
- Parable XVIII, op.133, trombone ténor, 1975
- Parable XXI, op.140, guitare, 1978
- Parable XXII, op.147, tuba, 1981
- Sérénade nº 14, op.159, hautbois, 1984
- Parable XXV, op.164, 2 trompettes, 1986

### Musique pour clavier
Piano
- Serenade nº 2, op.2, 1929
- Poems, vols.1–2, opp.4–5, 1939
- Sonate nº 1, op.3, 1939
- Sonate nº 2, op.6, 1939
- Sonate, op.13, 2 pianos, 1940
- Poems, vol. 3, op.14, 1941
- Sonate nº 3, op.22, 1943
- Variations for an Album, op.32, 1947
- Sonate nº 4, op.36, 1949
- Sonate nº 5, op.37, 1949
- Sonate nº 6, op.39, 1950
- Sonate nº 7, op.40, 1950
- Sonate nº 8, op.41, 1950
- Sonatina nº 1, op.38, 1950
- Sonatina nº 2, op.45, 1950
- Sonatina nº 3, op.47, 1950
- Concerto, op.56, 4 mains, 1952
- Parades, op.57, 1952
- Serenade no.7, op.55, 1952
- Sonate nº 9, op.58, 1952;
- Little Piano Book, op.60, 1953
- Serenade no.8, op.62, 4 mains, 1954
- Sonatina nº 4, op.63, 1954
- Sonatina nº .5, op.64, 1954
- Sonatina nº 6, op.65, 1954
- Sonate nº 10, op.67, 1955
- Sonate nº 11, op.101, 1965
- Parable XIX, op.134, 1975
- 4 Arabesques, op.141, 1978
- Little Mirror Book, op.139, 1978
- Reflective Studies, op.138, 1978
- Mirror Etudes, op.143, 1979
- 3 Toccatinas, op.142, 1979
- Sonate nº 12, op.145, 1980
- Winter Solstice, op.165, 1986

Clavecin
- Sonate pour clavecin nº 1, op.52, 1951
- Sonate pour clavecin nº 2, op.146, 1981
- Sonate pour clavecin no.3, op.149, 1981
- Sonate pour clavecin nº 4, op.151, 1982
- Sonate pour clavecin nº 5, op.152, 1982
- Parable XXIV, op.153, 1982
- Sonate pour clavecin nº 6, op.154, 1982
- Little Harpsichord Book, op.155, 1983
- Sonate pour clavecin nº 7, op.156, 1983
- Sonate pour clavecin nº 8, op.158, 1984
- Serenade nº 15, op.161, 1984
- Sonate pour clavecin nº 9, op.163, 1985
- Sonate pour clavecin nº 10, op.167

Orgue
- Sonatine, op.11, 1940
- Organ Sonata, op.86, 1960
- Shimah b'koli, op.89, 1962
- Drop, Drop Slow Tears, chorale prelude, op.104, 1966
- Parable VI, op.117, 1971
- Do Not Go Gentle, op.132, 1974
- Auden Variations, op.136, 1977
- Dryden Liturgical Suite, op.144, 1980
- Song of David, op.148, 1981
- Give Peace, O God, chorale prelude, op.162, orgue, 1985